# Campeonato Carioca de Voleibol Feminino de 2016
Campeonato Carioca de Voleibol Feminino de 2016 foi a 71ª edição deste campeonato que foi vencido pelo Fluminense por 3 sets a 2 no Rio de Janeiro na final. Este foi o vigésimo sétimo título do Fluminense.

## Participantes
| Equipe         | Cidade         | Em 2015        | Títulos             |
| Fluminense     | Rio de Janeiro | 2º             | 26 (último em 1997) |
| Rio de Janeiro | Rio de Janeiro | Campeão        | 12 (último em 2015) |
| Tijuca         | Rio de Janeiro | 4º             | 0 (não possui)      |
| Universo       | Rio de Janeiro | Não participou | 0 (não possui)      |

## Primeira fase
- Vitória por 3 sets a 0 ou 3 a 1: 3 pontos para o vencedor;
- Vitória por 3 sets a 2: 2 pontos para o vencedor e 1 ponto para o perdedor.
- Em caso de igualdade por pontos, os seguintes critérios servem como desempate: número de vitórias, média de sets e média de pontos.

|     |                |     | Jogos | Jogos | Jogos | Pontos | Pontos | Pontos | Sets | Sets | Sets  |
| Pos | Equipe         | Pts | T     | V     | D     | V      | P      | R      | V    | P    | R     |
| --- | -------------- | --- | ----- | ----- | ----- | ------ | ------ | ------ | ---- | ---- | ----- |
| 1   | Rio de Janeiro | 9   | 3     | 3     | 0     | 0      | 0      | MAX    | 9    | 0    | MAX   |
| 2   | Fluminense     | 6   | 3     | 2     | 1     | 0      | 0      | MAX    | 6    | 3    | 2,000 |
| 3   | Tijuca         | 2   | 3     | 1     | 2     | 0      | 0      | MAX    | 3    | 8    | 0.375 |
| 4   | Universo       | 1   | 3     | 0     | 3     | 0      | 0      | MAX    | 2    | 9    | 0.222 |

| 13 de setembro 18:30 | Fluminense | 3 – 0 | Tijuca | Rio de Janeiro |
| 13 de setembro 18:30 |            |       |        | Rio de Janeiro |

| 15 de setembro 18:30 | Fluminense | 3 – 0 | Universo | Rio de Janeiro |
| 15 de setembro 18:30 |            |       |          | Rio de Janeiro |

| 20 de setembro 18:00 | Tijuca | 0 – 3 | Rio de Janeiro | Rio de Janeiro |
| 20 de setembro 18:00 |        |       |                | Rio de Janeiro |

| 22 de setembro 19:00 | Rio de Janeiro | 3 – 0 | Universo | Rio de Janeiro |
| 22 de setembro 19:00 |                |       |          | Rio de Janeiro |

| 27 de setembro 18:30 | Fluminense | 0 – 3 | Rio de Janeiro | Rio de Janeiro |
| 27 de setembro 18:30 |            |       |                | Rio de Janeiro |

| 27 de setembro 19:00 | Universo | 2 – 3 | Tijuca | Rio de Janeiro |
| 27 de setembro 19:00 |          |       |        | Rio de Janeiro |

## Fase final

### Final
| 29 de setembro 20:00 | Rio de Janeiro | 2 – 3                         | Fluminense     | Rio de Janeiro |
| 29 de setembro 20:00 | 23 25 20 14    | Set 1 Set 2 Set 3 Set 4 Set 5 | 25 13 21 25 16 | Rio de Janeiro |

## Premiação
| Campeonato Carioca de Voleibol de 2016 |
| Rio de Janeiro                         |
| -------------------------------------- |
| FLUMINENSE Campeão (27º título)        |